# Giulia Volpi
Giulia Volpi (Brescia, 30 gennaio 1970) è un'ex ginnasta, ballerina e coreografa italiana che, da atleta, prese parte ai giochi olimpici del 1988 (giungendo alla finale di categoria) e del 1992.
Campionessa assoluta nazionale per cinque volte tra il 1985 e il 1992, partecipò anche a cinque campionati europei e a sei mondiali.
Dopo la fine dell'attività agonistica è divenuta ballerina e, successivamente, coreografa, attività che esercita presso la società Forza e Virtù di Novi Ligure.

## Carriera sportiva

### Carriera junior

Giulia Volpi campionessa d'Italia nel 1987 a Firenze

Giulia Volpi comincia a gareggiare nella ginnastica artistica con la società Vigor Ginnastica di Parma, allenata dal Marzia Rigoni; passa poi alla Ginnastica Genova.
L'esordio internazionale avviene nel 1981, in un'amichevole Italia-Cecoslovacchia; ad un incontro fra l'Italia e l'Unione Sovietica si classifica al 9º posto nella individuale juniores.
Nel 1983, in un incontro Italia-Svizzera vince il concorso individuale juniores. Ai IX Giochi del Mediterraneo vince la medaglia di bronzo al volteggio.

### Carriera senior
Nel 1984 partecipa alle Gymnasiadi con la nazionale italiana che si classifica al 2º posto. Ad un incontro Italia-Svizzera vince il concorso individuale.
Ai Campionati europei si classifica al 10º posto della classifica individuale. Partecipa all'Ontario Cup di Coppa del Mondo, vincendo la medaglia d'argento.
Nel 1985 vince per la prima volta i Campionati italiani assoluti di ginnastica artistica. Partecipa all'American Cup, ottenendo il 9º posto in qualifica. Agli Europei si posiziona al 22º posto.
Nel 1987 a Firenze vince nuovamente gli Assoluti, mentre agli Europei si posiziona al 40º posto nella classifica individuale. In un incontro Italia-Romania la squadra italiana ottiene la medaglia d'argento, mentre la Volpi conquista l'ottava posizione nella classifica individuale. Ai Giochi del Mediterraneo 1987 si classifica al 5º posto nel concorso individuale e vince una medaglia di bronzo alle parallele asimmetriche. Ai Mondiali si piazza al 27º posto.
Nel 1988 all'European Cup ottiene la 7ª posizione nel concorso individuale; in seguito vince la medaglia d'argento in un incontro Italia-Ungheria. Vince per la terza volta i Campionati Assoluti, e partecipa alle Olimpiadi di Seoul, classificandosi 27ª nel concorso individuale.
Nel 1989 passa alla GAL Lissone per allenarsi con l'allenatore Walter Consonni; nel periodo tra il 1987 e 1988 i due si erano conosciuti quando egli si occupava degli allenamenti estivi delle squadre federali. In quest'anno agli Assoluti vince la medaglia d'argento nel concorso individuale, e la medaglia d'oro alle parallele; si classifica al trentaseiesimo posto in classifica generale sia ai Campionati europei che ai Mondiali. Vince la medaglia d'oro all'incontro internazionale Italia-Olanda.
Nel 1990 agli Assoluti vince la medaglia d'argento sia nel concorso individuale sia alla trave; si classifica al 24º posto nella finale individuale ai Campionati europei. Al Grand Prix d'Italia, tenutosi a Bolzano, vince una medaglia d'argento alle parallele.
Nel 1991 partecipa nuovamente agli Assoluti, dove vince la medaglia d'oro sia nel concorso individuale che alla trave; si classifica al trentaseiesimo posto ai Mondiali. Partecipa agli XI Giochi del Mediterraneo, classificandosi 11ª al concorso generale, e al 7º posto sia alla trave che alle parallele; la squadra nazionale ottiene la medaglia d'argento. Partecipa infine alla Tokyo Cup, classificandosi 6ª al volteggio e 7ª alla trave.
Nel 1992 si piazza al 24º posto agli Europei; vince per la quinta volta gli Assoluti, dove ottiene anche una medaglia d'argento al corpo libero (in tutti gli altri attrezzi si classifica al 6º posto). Partecipa alle Olimpiadi di Barcellona, ma si ferma al 76º posto nelle fasi di qualifica e non riesce ad accedere ad alcuna finale. Al Grand Prix d'Italia, tenutosi a Milano, vince una medaglia d'argento.

## I «Volpi»
Volpi ha inventato due elementi, alle parallele asimmetriche, inseriti nel Codice Internazionale dei Punteggi con il suo nome.

## Televisione e spettacolo
Il passato da ginnasta ha permesso a Giulia Volpi di partecipare anche nel mondo della televisione come danzatrice professionista, sia in RAI che in Mediaset, tra il 1993 e il 1999.
Nel 1993, a Giardini-Naxos, ha ballato con il coreografo Guido Silveri nel programma televisivo Premio Regia Televisiva su Rai Uno; ha poi ballato le coreografie di Franco Miseria ne La tombola di Sanremo condotto da Pippo Baudo.
Nel 1995 e 1996 è stata nel corpo di ballo di Buona Domenica e poi di Campioni di ballo con Lorella Cuccarini.
Nel 1997 ha ballato ne Il gatto e la volpe condotto da Paolo Bonolis.
Nel 1998 ha fatto parte del corpo di ballo di Scopriamo le carte, con Natalia Estrada, condotto da Gerry Scotti, e delle "singilline" nella trasmissione Tira & Molla Estate con Giampiero Ingrassia e Luisa Corna. 
L'ultimo impegno televisivo è stato nelle prime due edizioni del programma pre-serale In bocca al lupo! con Carlo Conti (1998 e 1999).
Interrompe l'attività di ballerina in seguito a 3 gravidanze. Suo marito, Alessandro Pilati, attualmente preparatore atletico del Genoa, è stato un campione di judo.
Ha anche sostenuto una sfida di danza nel programma Saranno famosi di Maria De Filippi.